# Brachylomia suffusa
Brachylomia suffusa là một loài bướm đêm trong họ Noctuidae.